# Vittorio Martuscelli
Vittorio Martuscelli (Salerno, 28 febbraio 1917 – Roma, 14 maggio 2003) è stato un magistrato e politico italiano.
Laureato in giurisprudenza, è presto entrato in magistratura, arrivando all'apice della carriera come presidente di sezione presso la Corte di cassazione.
Nel 1963 fu eletto alla Camera dei deputati nel collegio di Salerno, Benevento e Avellino per il Partito Socialista Italiano.